# Jong Oranje (schaatsploeg)
Jong Oranje was een schaatsploeg die jonge talentvolle schaatsers op nationaal hoog niveau begeleidde. Het schaatsteam hoorde bij de Koninklijke Nederlandsche Schaatsenrijders Bond. In het laatste seizoen (2014–2015) was Jeroen van der Lee hoofdtrainer van Jong Oranje en was Emiel Kluin zijn assistent. Erik Gemser, de zoon van oud-trainer Henk Gemser, was een van de fysiotherapeuten. Tot 2014 was Erik Bouwman de hoofdtrainer, maar hij werd in 2014 bondscoach van Zuid-Korea; eerder waren onder andere Peter Kolder en Martin ten Hove aan het jeugdteam verbonden.

## Achtergrond
Jong Oranje was reeds voor de komst van het commerciële schaatsen de talentenploeg van de schaatsbond en daarmee voor de rijders. De ploeg leidde rijders op vanuit het gewest richting de kernploeg. Jarenlang werd de kernploeg van de KNSB gevoed door deze ploeg. Slechts een beperkt aantal rijders, onder anderen Bart Veldkamp en Emiel Hopman, wisten buiten Jong Oranje om in de kernploeg te komen. Schaatstrainer Leen Pfrommer was het langst als trainer aan Jong Oranje verbonden. Pfrommer haalde met Jong Oranje successen met Falko Zandstra, Arjan Schreuder, Leo Visser en Gerard Kemkers.
Door de jaren heen maakten veel talentvolle schaatsers vanuit Jong Oranje de overstap naar een commerciële ploeg. Lange tijd was er ook nog het KNSB Opleidingsteam waar schaatsers die na hun juniorentijd geen commercieel contract kregen, terechtkonden. In 2015 werd Jong Oranje vervangen door vier regionale talentencentra. Deze RTC's worden met ingang van augustus 2015 aangestuurd door Jetske Wiersma, onder verantwoordelijkheid van Emiel Kluin.

## Historisch overzicht schaatsers
Van dit overzicht zijn de eerdere jaren incompleet.
- Ingmar Berga (2002–2003)
- Sven Kramer (2003–2005)
- Ireen Wüst (2003–2005)
- Jan Blokhuijsen (2006–2008)
- Marrit Leenstra (2006–2008)
- Floor van den Brandt (2006-2010)
- Pim Cazemier (2007–2009)
- Jorieke van der Geest (2007–2009)
- Koen Verweij (2007–2009)
- Jetske Wiersma (2007–2009)
- Roxanne van Hemert (2007–2010)
- Kjeld Nuis (2008–2009)
- Jurgen van der Velden (2008–2009)
- Yvonne Nauta (2008–2010)
- Demian Roelofs (2008–2010)
- Lucas van Alphen (2009–2010)
- Janine Smit (2009–2010)
- Maurice Vriend (2009–2010)
- Lotte van Beek (2009–2011)
- Jeroen Negenman (2010–2011)
- Letitia de Jong (2010–2012)[3]
- Thomas Krol (2010–2012)[3]

- Niels Olivier (2010–2012)[3]
- Maurice Vriend (2010–2012)[3]
- Reina Anema (2010–2013)
- Pien Keulstra (2010–2013)
- Antoinette de Jong (2011–2014)
- Jade van der Molen (2011–2014)
- Kai Verbij (2011–2014)
- Arvin Wijsman (2011–2014)
- Paul Yme Brunsmann (2012–2013)
- Bente van den Berge (2012–2014)
- Kees Heemskerk (2012–2014)
- Thijs Roozen (2012–2014)
- Wesly Dijs (2013–2015)
- Sanneke de Neeling (2013–2015)
- Patrick Roest (2013–2015)
- Melissa Wijfje (2013–2015)
- Loes Adegeest (2014–2015)
- Willemijn Cnossen (2014–2015)
- Jan Hamers (2014–2015)
- Tom Kant (2014–2015)
- Femke Markus (2014–2015)